# ميلبريدج (مين)
ميلبريدج (بالإنجليزية: Milbridge, Maine)‏ هي بلدة أمريكية تقع في الولايات المتحدة في مقاطعة واشنطن (مين). يقدر عدد سكانها بـ 1,353 نسمة ومساحتها 188.99 كم2 وترتفع عن سطح البحر 11 متر.

## التركيبة السكانية
قام مكتب تعداد الولايات المتحدة بتحديد بيانات التركيبة السكانية لميلبريدج في تعداد الولايات المتحدة. في ما يلي، التركيبة السكانية حسب تعدادي 2000 و2010.

### تعداد عام 2000
بلغ عدد سكان ميلبانك 3,640 نسمة بحسب تعداد عام 2000، وبلغ عدد الأسر 1,533 أسرة وعدد العائلات 964 عائلة مقيمة في المدينة. في حين سجلت الكثافة السكانية 1,367.4 نسمة لكل ميل مربع (528.0/كم2). وبلغ عدد الوحدات السكنية 1,698 وحدة بمتوسط كثافة قدره 637.9 نسمة لكل ميل مربع (246.3/كم2).
وتوزع التركيب العرقي للمدينة بنسبة 98.93% من البيض و 0.08% من الأمريكيين الأصليين و 0.36% من الأمريكيين ذوي الأصول الآسيوية و 0.03% من الأمريكيين الأفارقة و 0.47% من عرقين مختلطين أو أكثر.
بلغ عدد الأسر 1,533 أسرة كانت نسبة 30.6% منها لديها أطفال تحت سن الثامنة عشر تعيش معهم، وبلغت نسبة الأزواج القاطنين مع بعضهم البعض 52.4% من أصل المجموع الكلي للأسر، ونسبة 7.5% من الأسر كان لديها معيلات من الإناث دون وجود شريك، وكانت نسبة 37.1% من غير العائلات. تألفت نسبة 35.0% من أصل جميع الأسر من أفراد ونسبة 19.9% كانوا يعيش معهم شخص وحيد يبلغ من العمر 65 عاماً فما فوق. وبلغ متوسط حجم الأسرة المعيشية 2.90، أما متوسط حجم العائلات فبلغ 2.25.
بلغ العمر الوسطي للسكان 42 عاماً. وكانت نسبة 24.9% من القاطنين تحت سن الثامنة عشر، وكانت نسبة 6.1% بين الثامنة عشر والأربعة وعشرون عاماً، ونسبة 23.5% كانت واقعةً في الفئة العمرية ما بين الخامسة والعشرون حتى والأربعة وأربعون عاماً، ونسبة 21.2% كانت ما بين الخامسة والأربعون حتى الرابعة والستون، ونسبة 24.3% كانت ضمن فئة الخامسة والستون عاماً فما فوق. يوجد لكل 100 أنثى 85.0 ذكر، ويوجد لكل 100 أنثى في الثامنة عشر من عمرها فما فوق 81.4 ذكر.
بلغ متوسط دخل الأسرة في المدينة 28,194 دولار، أما متوسط دخل العائلة فبلغ 40,117 دولار. وكان متوسط دخل الذكور 31,486 دولار مقابل 20,890 دولار للإناث. وسجل دخل الفرد الخاص بالمدينة 17,446 دولار. وكانت نسبة 6.8% من العائلات ونسبة 10.0% من السكان تحت خط الفقر، وكان من هؤلاء نسبة 9.4% تحت سن الثامنة عشر ونسبة 9.6% في الخامسة والستين من العمر وما فوق.

### تعداد عام 2010
بلغ عدد سكان ميلبريدج 1,353 نسمة بحسب تعداد عام 2010، وبلغ عدد الأسر 612 أسرة وعدد العائلات 345 عائلة مقيمة في البلدة. في حين سجلت الكثافة السكانية 55.8 نسمة لكل ميل مربع (21.5/كم2). وبلغ عدد الوحدات السكنية 1,009 وحدة بمتوسط كثافة قدره 41.6 لكل ميل مربع (16.1/كم2).
وتوزع التركيب العرقي للبلدة بنسبة 95.1% من البيض و 0.8% من الأمريكيين الأصليين و 0.1% من الأمريكيين ذوي الأصول الآسيوية و 0.2% من الأمريكيين الأفارقة و 0.9% من عرقين مختلطين أو أكثر.
بلغ عدد الأسر 612 أسرة كانت نسبة 23.2% منها لديها أطفال تحت سن الثامنة عشر تعيش معهم، وبلغت نسبة الأزواج القاطنين مع بعضهم البعض 45.4% من أصل المجموع الكلي للأسر، ونسبة 7.4% من الأسر كان لديها معيلات من الإناث دون وجود شريك، بينما كانت نسبة 3.6% من الأسر لديها معيلون من الذكور دون وجود شريكة وكانت نسبة 43.6% من غير العائلات. تألفت نسبة 37.1% من أصل جميع الأسر من أفراد ونسبة 20.7% كانوا يعيش معهم شخص وحيد يبلغ من العمر 65 عاماً فما فوق. وبلغ متوسط حجم الأسرة المعيشية 2.79، أما متوسط حجم العائلات فبلغ 2.16.
بلغ العمر الوسطي للسكان 47.3 عاماً. وكانت نسبة 19.1% من القاطنين تحت سن الثامنة عشر، وكانت نسبة 6.8% بين الثامنة عشر والأربعة وعشرون عاماً، ونسبة 21% كانت واقعةً في الفئة العمرية ما بين الخامسة والعشرون حتى والأربعة وأربعون عاماً، ونسبة 29.3% كانت ما بين الخامسة والأربعون حتى الرابعة والستون، وتوزع التركيب الجنسي للسكان بنسبة 48.2% ذكور و51.8% إناث.